# Gouden Kalf
Gouden Kalf – holenderska nagroda przyznawana co roku w trakcie Nederlands Film Festival, który odbywa się co roku w Utrechcie. Przyznawana jest co roku od 1981, początkowo w kategoriach: najlepszy aktor, najlepsza aktorka, najlepszy film fabularny, najlepszy film krótkometrażowy, nagroda kulturalna i wyróżnienie. W 2004 przyznano 16 nagród, ponieważ w 2003 dodano kategorie: najlepsze zdjęcia, najlepszy montaż, najlepsza muzyka, najlepsza produkcja i najlepszy dźwięk.
Znani holenderscy aktorzy i filmowcy, którzy zdobyli tę nagrodę to: Rutger Hauer, Louis van Gasteren, Paul Verhoeven, Eddy Terstall, Carice van Houten, Felix de Rooy, Fons Rademakers, Martin Koolhoven, Alex van Warmerdam, Fedja van Huêt, Jean van de Velde, Pim de la Parra, Dick Maas, Marleen Gorris, Ian Kerkhof, Jeroen Krabbé, Monic Hendrickx i Rijk de Gooyer.

## Najlepszy aktor
Osoby nagrodzone tą nagrodą to:

- 2018 – Jacob Derwig(inne języki) – Bankier oporu
- 2017 – Peter Paul Muller(inne języki) – Bram Fischer
- 2016 – Issaka Sawadogo(inne języki) – Rajski apartament
- 2015 – Martijn Fischer(inne języki) – Bloed, zweet & tranen(inne języki)
- 2014 – Gijs Naber(inne języki) – Aanmodderfakker(inne języki)
- 2013 – Marwan Kenzari – Wolf
- 2012 – Reinout Scholten van Aschat(inne języki) – Porwanie Heinekena
- 2011 – Nasrdin Dchar(inne języki) – Rabat
- 2010 – Barry Atsma(inne języki) – Stricken(inne języki)
- 2009 – Martijn Lakemeier(inne języki) – Ostatnia zima wojny
- 2008 – Robert de Hoog(inne języki) – Skin
- 2007 – Marcel Hensema(inne języki) – Wild Romance(inne języki)
- 2006 – Frank Lammers(inne języki) –
- 2005 – Thijs Römer(inne języki) – 06/05
- 2004 – Cees Geel(inne języki) – Simon
- 2003 – Tygo Gernandt – Van God Los(inne języki)
- 2002 – Jacob Derwig(inne języki) – Zus & Zo(inne języki)
- 2001 – Fedja van Huêt(inne języki) – AmnesiA
- 2000 – Victor Löw(inne języki) – Lek
- 1999 – Rijk de Gooyer(inne języki) – Madelief: Krassen in het tafelblad(inne języki)
- 1998 – Johan Leysen – Felice...Felice...(inne języki)
- 1997 – Jaap van Donselaar(inne języki) – De Tranen Van Castro
- 1996 – Peer Mascini(inne języki) – Blind Date
- 1995 – Rijk de Gooyer(inne języki) – Hoogste Tijd(inne języki)
- 1994 – Jaap Spijkers(inne języki) – 1000 Rozen
- 1993 – Rik Launspach(inne języki) – Urug
- 1992 – Rudolf Lucieer(inne języki) – De Noorderlingen(inne języki)
- 1991 – Porgy Franssen(inne języki) – Bij Nader Inzien
- 1990 – Thom Hoffman – De Avonden(inne języki)
- 1989 – Pierre Bokma(inne języki) – Leedvermaak(inne języki)
- 1988 – Michiel Romeijn – Van Geluk Gesproken(inne języki)
- 1987 – Willem Nijholt(inne języki) – Havinck(inne języki)
- 1986 – John Kraaykamp(inne języki) – Zamach
- 1985 – Peter Tuinman(inne języki) – De Dream(inne języki)
- 1984 – Gerard Thoolen(inne języki) – De Mannetjesmaker/De Illusionist
- 1983 – Vic Moeremans(inne języki) – De Vlasschaard
- 1982 – Rijk de Gooyer(inne języki) – całokształt twórczości
- 1981 – Rutger Hauer – całokształt twórczości